# Servo-Wave
Servo-Wave – mechanizm w klamkach hamulcowych Shimano, w których przełożenie siły dźwigni jest zmienne.
System po raz pierwszy pojawił się w grupie XTR w 1992 roku, a dwa lata później został zimplementowany także w Deore XT. W tej wersji przełożenie rośnie wraz z wychyleniem z pozycji spoczynkowej. Zaczep linki hamulcowej nie jest przymocowany do dźwigni klamki na sztywno i może zmieniać odległość od osi jej obrotu. W pozycji spoczynkowej zaczep jest najdalej i wraz z wychyleniem, zbliża się do osi, dzięki czemu rośnie przełożenie siły. Przy projektowaniu tego mechanizmu Shimano wyszło z założenia, że na początku skoku klamka powinna ciągnąć relatywnie dużą ilość linki, co jest zagwarantowane przez małe przełożenie, zaś gdy już klocki hamulcowe dotkną obręczy, przełożenie siły powinno być większe.
Druga odmiana systemu nazwana Servo-Wave Action została wprowadzona w 1996 roku, również w grupie XTR. W tej wersji przełożenie siły nie jest zależne od wychylenia klamki, ale można je zmieniać ręcznie (płynnie w XTR, skokowo w Deore XT i Deore LX).